# 中江藤树

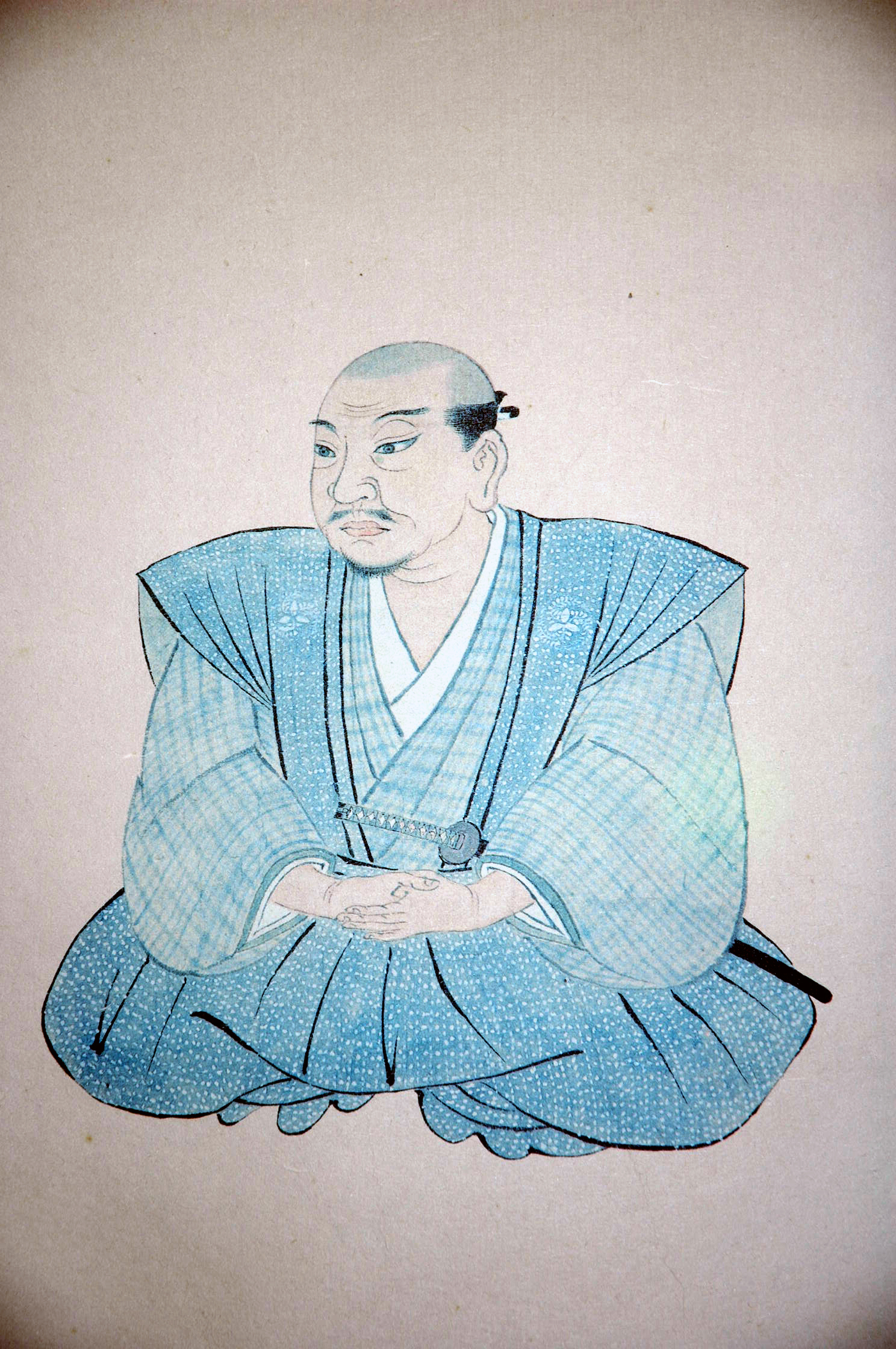
中江藤树

中江藤树（日语：／ Nakae Tōju，1608年—1648年），日本江户时代初期的儒家学者、教育家。他被认为是日本阳明学的开山鼻祖。也被后世尊称为近江圣人。
生于近江国（今滋贺县高岛郡安昙川町字上小川）。他与弟子熊泽蕃山创立了独具特色的阳明学道德理论。

## 著作
中江藤树著有《大学解》、《中庸解》、《论语解》、《鉴草》、《孝经启蒙》、《论语乡党启蒙翼传》、《翁问答》等。